# Denis Alexejewitsch Kolodin
Denis Alexejewitsch Kolodin (russisch Денис Алексеевич Колодин; * 11. Januar 1982
in Kamyschin, Russische SFSR) ist ein russischer Fußballspieler. Der zentrale Defensivspieler steht seit 2016 bei Altai Semei unter Vertrag und gehörte bis 2010 zum Kader der russischen Nationalmannschaft.
Kolodin kam 14-jährig zur Jugend von Olympia Wolgograd, für die er 2000 sein Debüt in der dritten Staffel des russischen Profifußball gab. Zum Jahreswechsel 2001/02 wechselte er zum Aufsteiger in die Premjer-Liga Uralan Elista, wo er sich schnell etablieren konnte und regulär für die U-21-Auswahl seiner Heimat spielte, doch erst nach seinem Wechsel zur Saison 2004 zu Krylja Sowetow Samara gelang ihm der endgültige Durchbruch. Er wurde schnell zum Schlüsselspieler der Abwehr Samaras, das den dritten Platz in der Meisterschaft erringen, sowie das Finale des russisch Pokals erreichen konnte. Zudem kam er im August des Jahres erstmals für die russische Auswahl zum Einsatz.
Im Sommer 2005 geriet Krylja Sowetow in ernste Schwierigkeiten, die den Club zum Verkauf Kolodins an den Hauptstadtclub Dynamo zwangen. Auch bei Dynamo wurde er schnell Stammkraft in der Abwehr, in den Jahren 2006 und 2007 wurde er vom russischen Verband in die Liste der 33 besten Spieler der Premjer-Liga gewählt.
Im Sommer 2008 berief Guus Hiddink ihn in den russischen Kader für die Europameisterschaft. Dort machte er auf sich durch eine Reihe gefährlicher Distanzschüsse aufmerksam, fehlte allerdings im Halbfinale gegen Spanien, in dem Russland ausschied.

## Erfolge
- 3. Platz bei der russischen Meisterschaft: 2004, 2008
- Bronzemedaille bei der Fußball-Europameisterschaft 2008
- Russischer Pokalfinalist: 2004